# 伯僑
伯侨（？—？），姬姓，中国春秋时期晋国的公子，他是晋武公的儿子。他的孙子是羊舌大夫羊舌突，羊舌突的儿子是羊舌职。羊舌职有五子，其中一个就是春秋后期的名大夫叔向。叔向的儿子杨食我就是杨姓的始祖。